# Lüttichgau

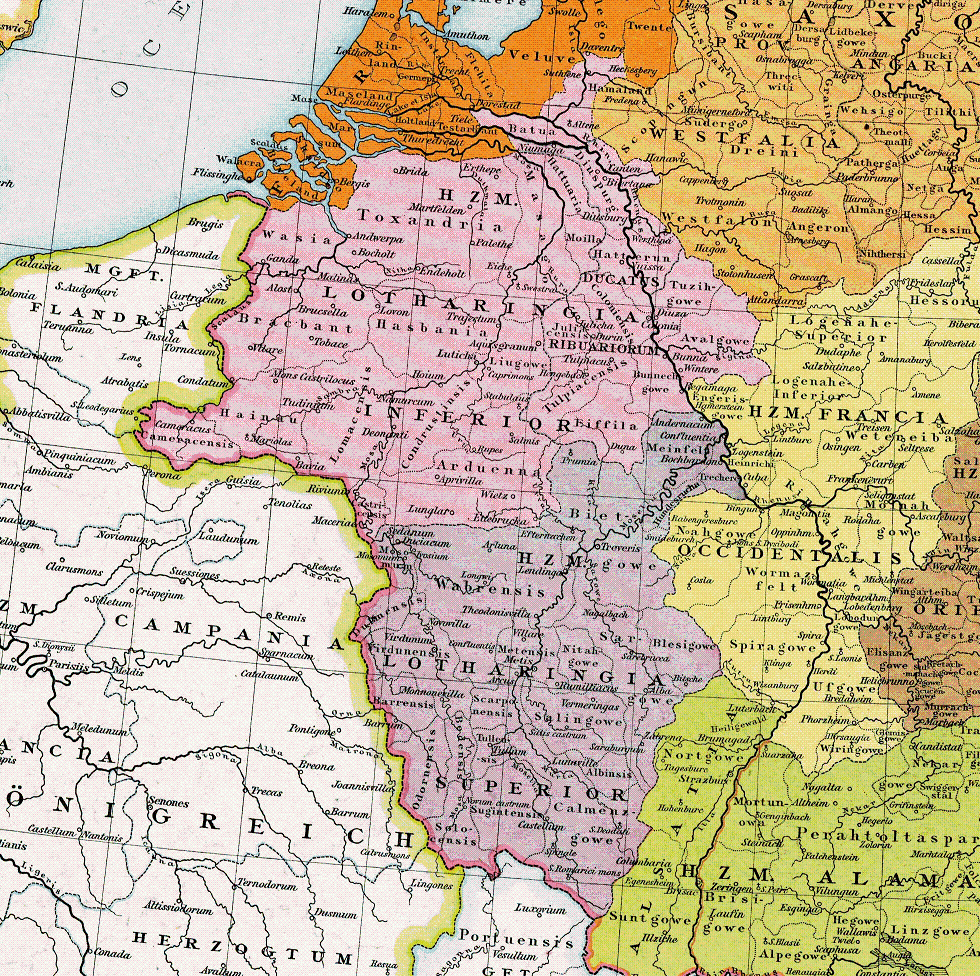

Der Lüttichgau (auch: Luihgau) war eine mittelalterliche fränkische Gaugrafschaft; er wurde erstmals im Jahr 779 als Pagus Leuhius erwähnt. Zum Pagus Leuhius gehörten seinerzeit nur Ortschaften rechts der Maas, Lüttich selbst, das links der Maas und auf Inseln in der Maas lag, dagegen nicht.
Die Umbenennung in Lüttichgau stammt aus dem 9. Jahrhundert und beruht auf einem Übersetzungsfehler aus Unkenntnis über den ursprünglichen Namen.
Im 11. Jahrhundert erstreckte sich der Lüttichgau von der Maas bei Lüttich bis kurz vor Aachen.
Beurkundete Grafen im Lüttichgau waren:
- Sigehard, Graf im Lüttichgau, 908–921 Graf von Hennegau
- Richar von Aspel († 972/973), Graf im Lüttichgau, vermutlich identisch mit Richar, Graf von Hennegau
- Godizo (Godizo von Aspel-Heimbach), dessen Sohn, Graf im Betuwe, Hamaland und im Lüttichgau